# Серра-Рикко
Серра-Рикко (італ. Serra Riccò, ліг. A Særa) — муніципалітет в Італії, у регіоні Лігурія,  метрополійне місто Генуя.
Серра-Рикко розташована на відстані близько 410 км на північний захід від Рима, 11 км на північ від Генуї.
Населення — 7897 осіб (2014).
Щорічний фестиваль відбувається 16 серпня. Покровитель — святий Рох.

## Демографія
Населення за роками:

Станом на 1 січня 2023 року в муніципалітеті офіційно проживало 288 іноземців з 47 країн, серед них 80 громадян країн Євросоюзу та 23 громадяни України.

## Сусідні муніципалітети
- Казелла
- Генуя
- Міньянего
- Монтоджо
- Сант'Ольчезе
- Савіньоне